# Cristina D'Avena e i tuoi amici in TV 6
Cristina D'Avena e i tuoi amici in TV 6 è una raccolta della cantante Cristina D'Avena pubblicata nel 1993.

## Descrizione
Sesto capitolo della collana, fu pubblicato con un anno di ritardo rispetto al precedente del 1991.
L'album contiene alcune sigle dei cartoni animati andati in onda sulle reti Mediaset nel periodo intorno alla pubblicazione; i brani Gemelli nel segno del destino e James Bond Junior sono gli unici inediti; Una spada per Lady Oscar può comunque essere anch'esso considerato inedito perché la versione con medesima base musicale presente in Fivelandia 8 non era interpretata da Cristina D'Avena ma da Vincenzo Draghi. Alcuni brani erano già editi su precedenti raccolte (Mila e Shiro due cuori nella pallavolo in Fivelandia 4, Hilary in Cristina D'Avena e i tuoi amici in tv 2 e successive raccolte, MIlly un giorno dopo l'altro in Cristina D'Avena e i tuoi amici in tv 3, Dolce Candy, Ti voglio bene Denver e I puffi sanno in Fivelandia 7, Scuola di polizia in Cristina D'Avena e i tuoi amici in tv 5). I brani Una grande città e Noi vorremmo provengono dall'album Cristina, colonna sonora dell'omonima serie televisiva pubblicato nel 1989. Sono infine presenti le basi musicali dei brani Dolce Candy e Mila e Shiro due cuori nella pallavolo.
Si tratta del primo disco della collana a non essere stato pubblicato su 33 giri, ma unicamente su musicassetta e CD.

## Tracce
Testi di Alessandra Valeri Manera, musiche di Carmelo Carucci (eccetto I Puffi sanno).
1. Gemelli nel segno del destino – 3:11
2. Dolce Candy – 2:44
3. Ti voglio bene Denver – 3:09
4. Una spada per Lady Oscar – 3:29
5. Una grande città – 3:31
6. Hilary – 3:01
7. Dolce Candy (base musicale con coro) – 2:44
8. James Bond Junior – 3:29
9. Mila e Shiro due cuori nella pallavolo – 2:56
10. I Puffi sanno – 2:56 (musica: Vincenzo Draghi)
11. Milly un giorno dopo l'altro – 3:47
12. Noi vorremmo – 3:45
13. Scuola di Polizia – 3:24
14. Mila e Shiro due cuori nella pallavolo (base musicale con coro) – 2:56

## Interpreti e cori
- Cristina D'Avena (tutte le tracce, tranne le basi musicali)
- I Piccoli Cantori di Milano diretti da Laura Marcora.